# Sphinctomyrmex occidentalis
Sphinctomyrmex occidentalis är en myrart som först beskrevs av Clark 1923.  Sphinctomyrmex occidentalis ingår i släktet Sphinctomyrmex och familjen myror. Inga underarter finns listade i Catalogue of Life.

## Bildgalleri

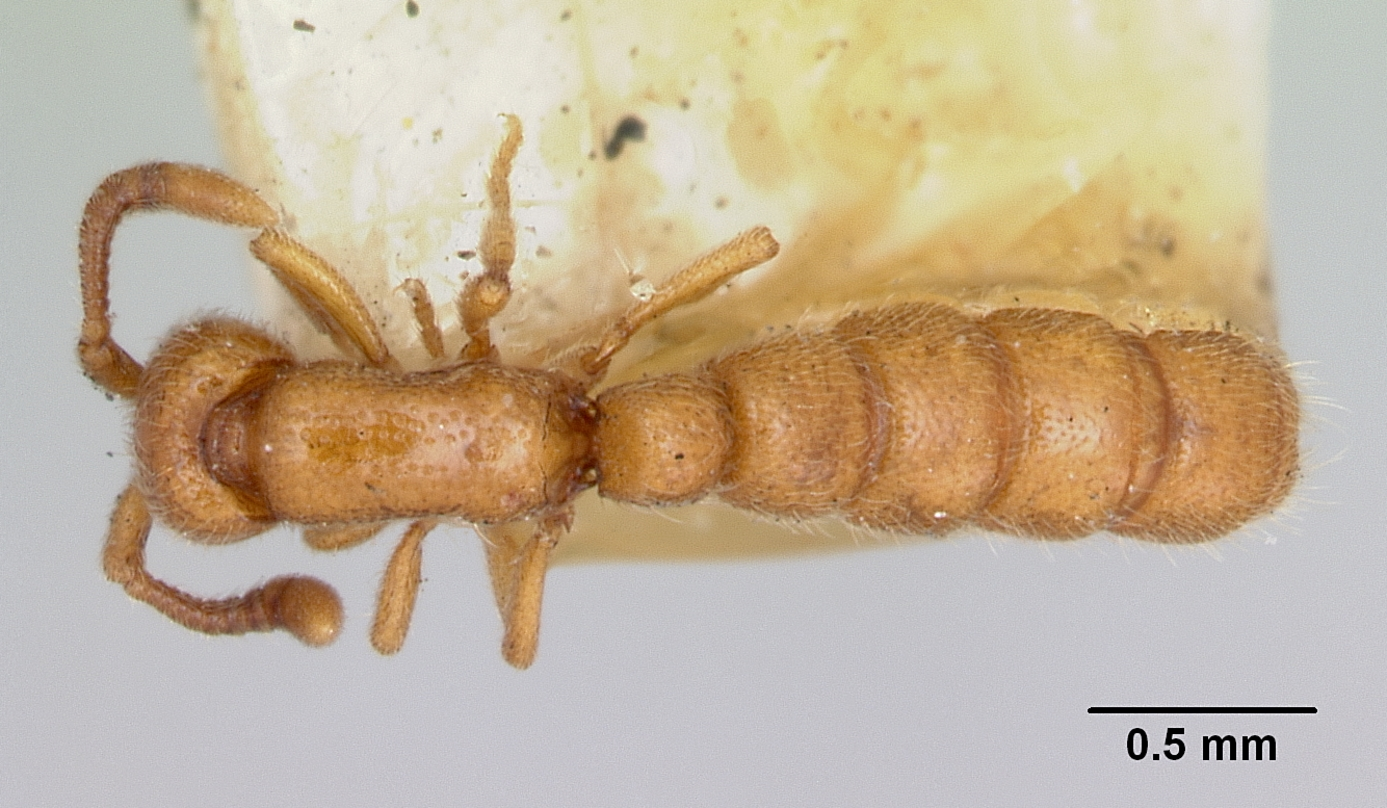
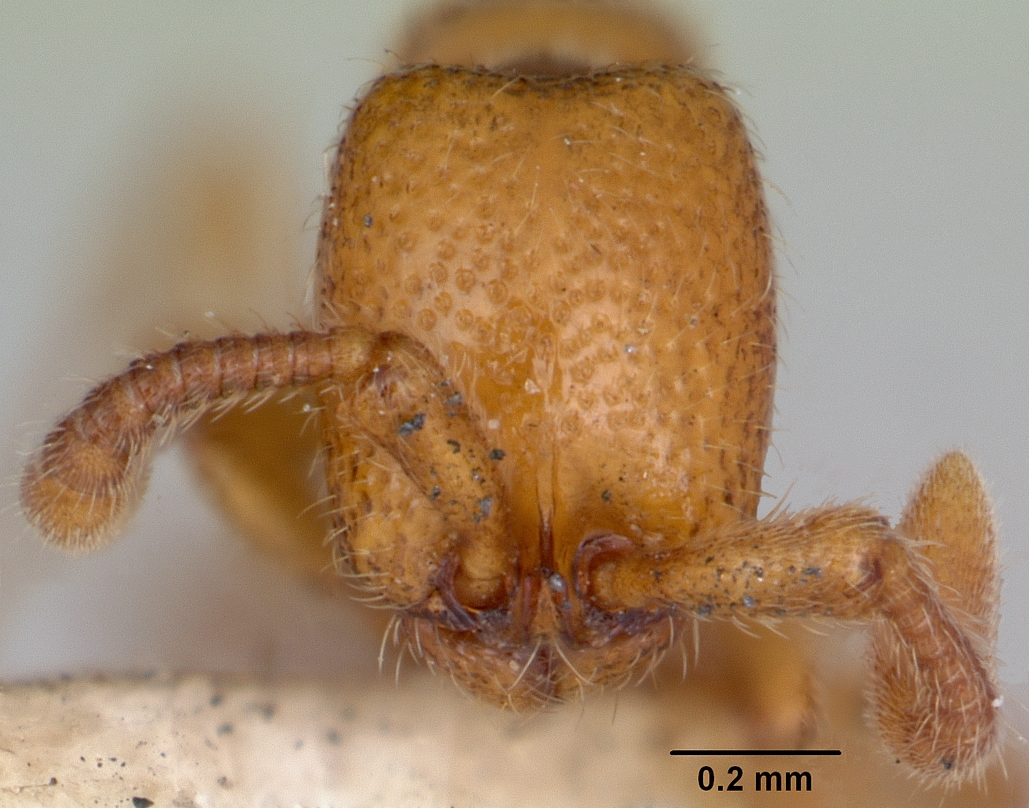
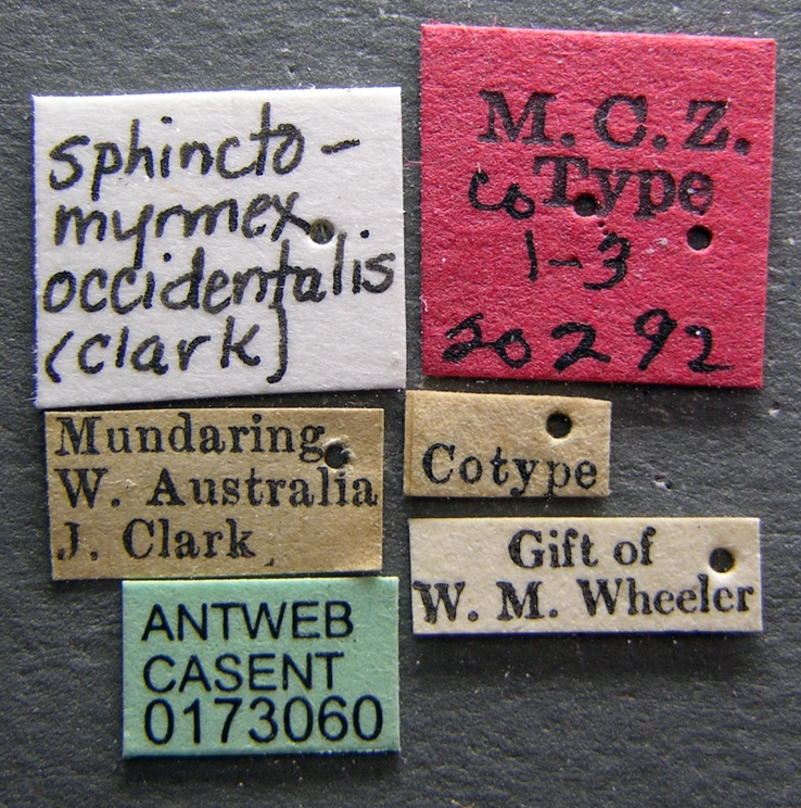
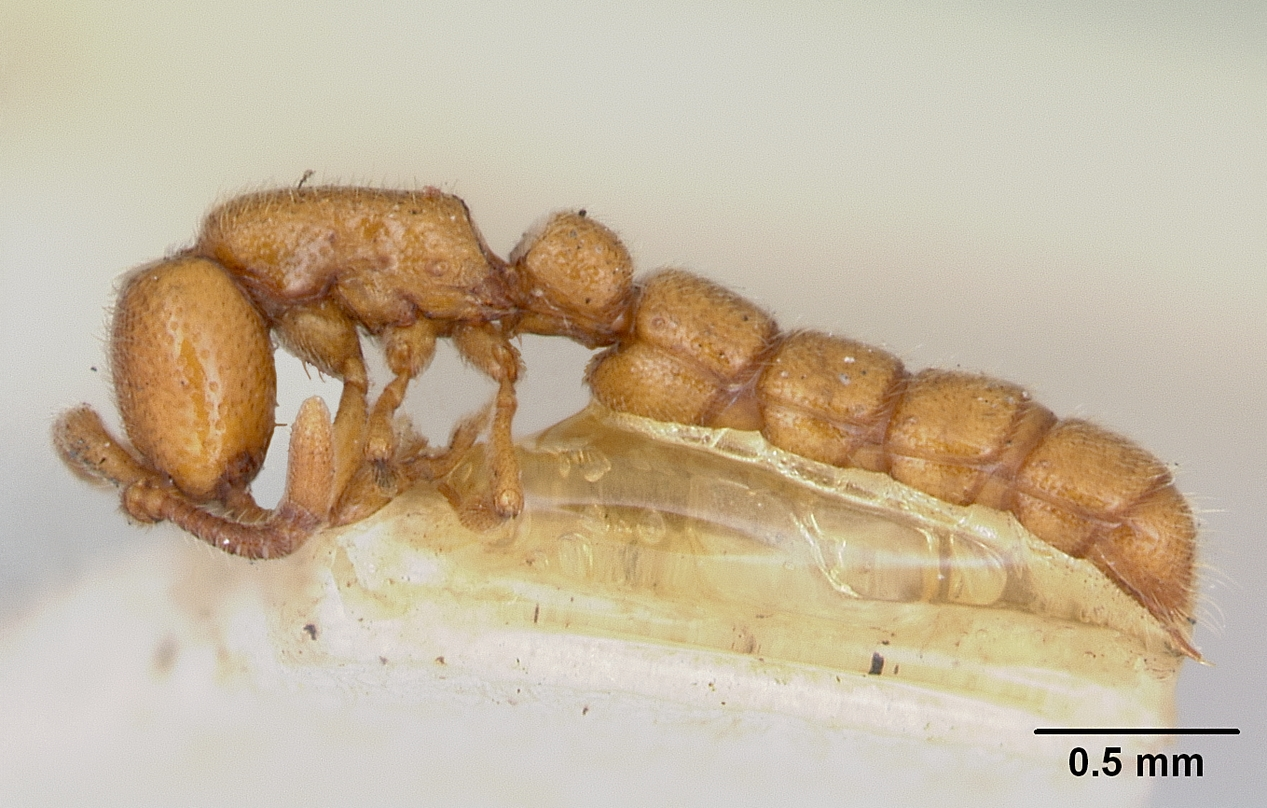
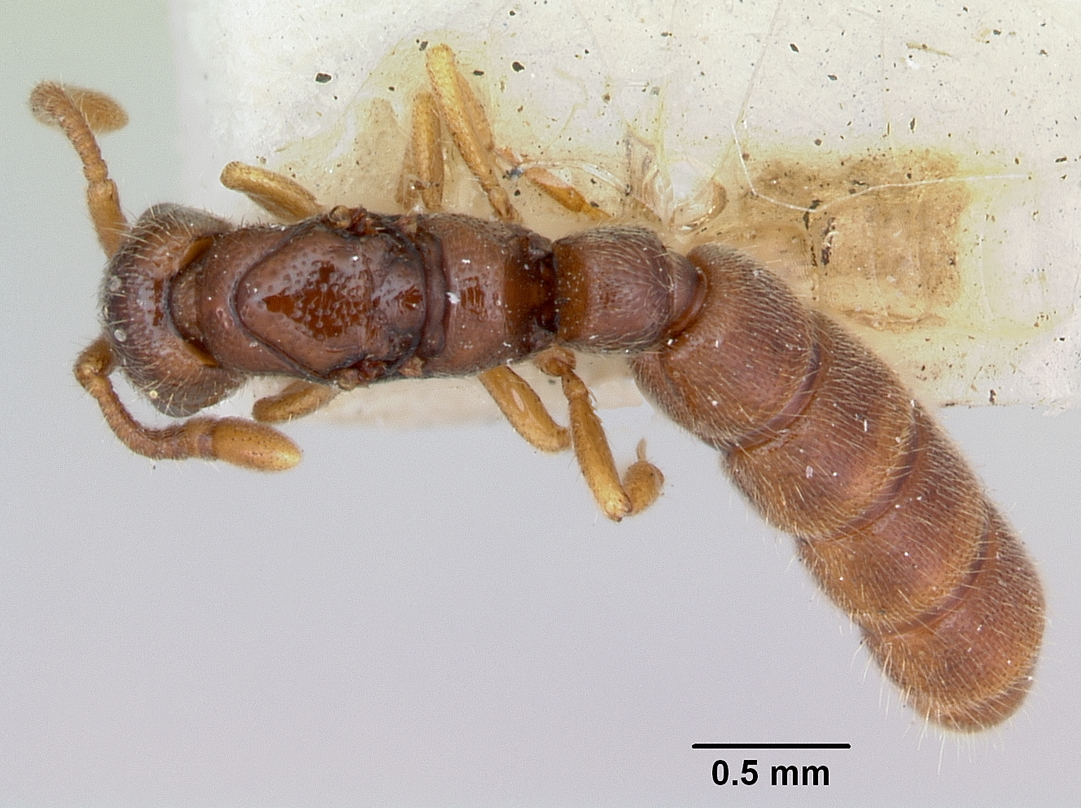
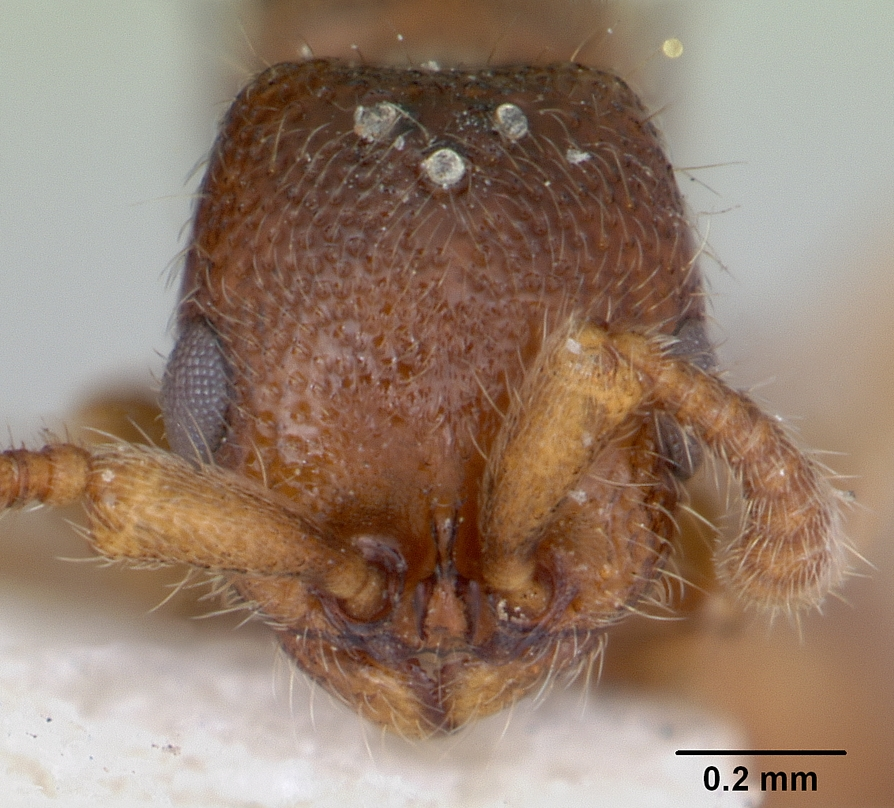